# Quis quid ubi quibus auxiliis cur quomodo quando
Quis, quid, ubi, quibus auxiliis, cur, quomodo, quando? è una locuzione latina, che tradotta letteralmente significa «chi, che cosa, dove, con quali mezzi, perché, in qual modo, quando?».
È un esametro nel quale sono contenuti i criteri da rispettare nello svolgimento di una composizione letteraria: considerare cioè la persona che agisce (quis); l'azione che fa (quid); il luogo in cui la esegue (ubi); i mezzi che adopera nell'eseguirla (quibus auxiliis); lo scopo che si prefigge (cur); il modo con cui la fa (quomodo); il tempo che vi impiega e nel quale la compie (quando).
L'autore di questo esametro è Cicerone, che nel suo trattato Rhetoricorum, seu De inventione rhetorica esprime i principi di costruzione di un'orazione. Il passo è citato da San Tommaso d'Aquino nella Summa Theologiae, prima parte della seconda parte, quaestio settima, articolo terzo (cfr.  Corpus Thomisticum - Summa Theologiae, su corpusthomisticum.org. URL consultato il 13 aprile 2007.).
Ancor oggi questo è il principio guida per la scrittura di articoli in ambito giornalistico: mutuando la terminologia dal mondo anglosassone, si parla della "Regola delle 5 w", ovvero who?, what?, where?, when?, why? (chi?, cosa?, dove?, quando?, perché?).